# 亞歷山大·米特羅維奇 (籃球運動員)
亞歷山大·“阿爾喬薩”·米特羅維奇（羅馬化：Aleksandar "Aljoša" Mitrović，1990年7月22日—）是塞爾維亞男子篮球运动员。

## 職業生涯
2015年2月16日，米特羅維奇與馬其頓甲級聯賽的球隊拉博特尼奇基正式簽約，5月10日離隊。
2018年1月，他與格魯吉亞超級聯賽的提比里斯發電機簽約。2018年，他與Al-Khtot Al-Jawiya球隊簽約。米特羅維奇參加了沙特超級聯賽2019-20季度聯賽，每場平均24.4分。
2020年11月8日，他與巴尼亞盧卡戰士球隊簽約，他共爲球隊打了三場比賽，每場平均6.7分。11月13日，米特羅維奇與巴林超級聯賽球隊Al Ittihad Manama簽約。
2021年1月26日加入巴林超級聯賽球隊穆哈拉格。10月27日，米特羅維奇與T1聯盟桃園雲豹正式簽約。
2022年4月1日，桃園雲豹宣布米特羅維奇因季中左大腿拉傷遲未痊癒，在賽季註冊截止日前與米特羅維奇結束合約關係。

## 外部鏈接
- 亞歷山大·米特羅維奇在fiba.basketball（英语）
- 亞歷山大·米特羅維奇在archive.fiba.com（archived）（英语）
- 亞歷山大·米特羅維奇在歐洲籃球聯賽（英语）
- 亞歷山大·米特羅維奇在亞得里亞海聯賽（英语）
- 亞歷山大·米特羅維奇在Basketball-Reference.com（國際）（英语）
- 亞歷山大·米特羅維奇在Eurobasket.com（球員）（英语）
- 亞歷山大·米特羅維奇在RealGM（英语）
- 亞歷山大·米特羅維奇在Proballers（英语）
- (PDF). Advantage Sport Agency.